# ガブリエル・エンリケ・ナシメント・ドス・サントス
ガブリエル・エンリケ（Gabriel Henrique）ことガブリエル・エンリケ・ナシメント・ドス・サントス（ポルトガル語: Gabriel Henrique Nascimento dos Santos、2002年7月24日 - ）は、ブラジル・ペルナンブーコ州出身のプロサッカー選手。Jリーグ・ヴァンラーレ八戸所属。ポジションはミッドフィールダー。

## 来歴
サントスFCの下部組織では10番を背負った。京都共栄学園高等学校に進学し、横浜F・マリノスの練習に参加、同クラブの一員としてJエリートリーグで出場したもののオファーは届かなかった。それでも本人は日本でのプレーを望んだため、カターレ富山の練習に参加した。その後JFA 全日本U-18フットサル大会に参加し、日本フットサルリーグの多数クラブからオファーを受けたものの、本人がサッカーを希望したため、同校初のJリーガーとして最終的にカターレに加入した。
2022年9月25日に行われたJ3リーグ・カマタマーレ讃岐戦で安藤由翔に代わって途中出場し選手初出場を記録した。
その後は2度の前十字靱帯断裂など大怪我を経て、2024年に復帰を果たした。
2025年8月15日、ヴァンラーレ八戸への期限付き移籍が発表された。

## 個人成績
| 国内大会個人成績 | 国内大会個人成績 | 国内大会個人成績 | 国内大会個人成績 | 国内大会個人成績 | 国内大会個人成績 | 国内大会個人成績 | 国内大会個人成績 | 国内大会個人成績 | 国内大会個人成績 | 国内大会個人成績 | 国内大会個人成績 |
| 年度             | クラブ           | 背番号           | リーグ           | リーグ戦         | リーグ戦         | リーグ杯         | リーグ杯         | オープン杯       | オープン杯       | 期間通算         | 期間通算         |
| 年度             | クラブ           | 背番号           | リーグ           | 出場             | 得点             | 出場             | 得点             | 出場             | 得点             | 出場             | 得点             |
| 日本             | 日本             | 日本             | 日本             | リーグ戦         | リーグ戦         | リーグ杯         | リーグ杯         | 天皇杯           | 天皇杯           | 期間通算         | 期間通算         |
| ---------------- | ---------------- | ---------------- | ---------------- | ---------------- | ---------------- | ---------------- | ---------------- | ---------------- | ---------------- | ---------------- | ---------------- |
| 2022             | 富山             | 32               | J3               | 5                | 0                | -                | -                | 0                | 0                | 5                | 0                |
| 2023             | 富山             | 15               | J3               | 0                | 0                | -                | -                | 0                | 0                | 0                | 0                |
| 2024             | 富山             | 15               | J3               | 9                | 0                | 3                | 0                | 1                | 0                | 13               | 0                |
| 2025             | 富山             | 15               | J2               | 0                | 0                | 1                | 0                | 0                | 0                | 1                | 0                |
| 2025             | 八戸             | 45               | J3               |                  |                  | -                | -                | -                | -                |                  |                  |
| 通算             | 日本             | 日本             | J2               | 0                | 0                | 1                | 0                | 0                | 0                | 1                | 0                |
| 通算             | 日本             | 日本             | J3               | 14               | 0                | 3                | 0                | 1                | 0                | 18               | 0                |
| 総通算           | 総通算           | 総通算           | 総通算           | 14               | 0                | 4                | 0                | 1                | 0                | 19               | 0                |

出場歴
- Jリーグ初出場 - 2022年9月25日 J3第26節 カマタマーレ讃岐戦 (Pikaraスタジアム)